# هری وودز

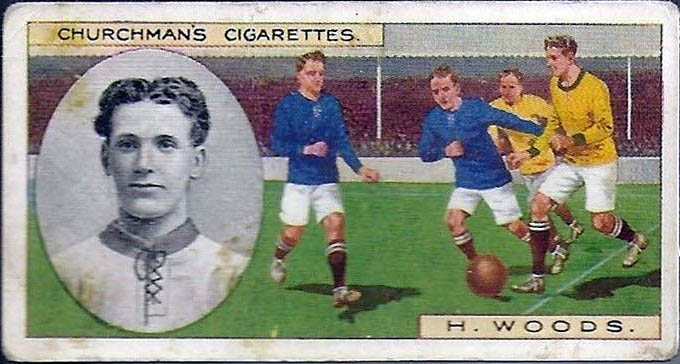
هری وودز - ۱۹۱۴

هری وودز (انگلیسی: Harry Woods؛ ۱۴ مارس ۱۸۹۴ – Unknown) بازیکن فوتبال اهل بریتانیا بود.
از باشگاه‌هایی که در آن بازی کرده‌است می‌توان به باشگاه فوتبال آرسنال و باشگاه فوتبال لوتون تاون اشاره کرد.